# Microgramma
Microgramma est une police de caractères sans serif conçue par Aldo Novarese et Alessandro Butti pour la fonderie Nebiolo en 1952. Elle est devenue populaire pour les illustrations techniques dans les années 1960 et était appréciée des graphistes au début des années 1970, pour des applications allant de la publicité à la conception de publications en passant par le packaging, principalement en raison de sa disponibilité comme police Letraset. Les premières machine à composer (comme le AM Varityper) l’ont également incorporé. 
Novarese a développé plus tard Eurostile en 1962 (une variante de caractère normal et condensé) très similaire à Microgramma. Eurostile a ajouté des lettres minuscules, une variante gras-condensée et un design ultra étroit appelé Eurostile Compact. 
Microgramma est presque toujours utilisée dans ses formes larges (extended) et grasses (bold). Au départ, il s’agissait d’une police de titrage uniquement composée de lettres majuscules. Les versions ultérieures, par Linotype et URW / Nebiolo, contiennent également des minuscules, ce qui la rend fonctionnellement identique à Eurostile. Ces versions numériques incluent également des caractères latins accentués, des symboles mathématiques et des ligatures latines. La version URW / Nebiolo comprend également le latin étendu, les indices et les exposants, ainsi que les ligatures latines étendues. 

## Microgramma OnlyShadow
Microgramma OnlyShadow est une variante de Microgramma Bold qui ne contient que les ombres de Microgramma Extended Bold, conçue par URW Studio et Aldo Novarese en 1994. Bien qu’Alessandro Butti soit décédé en 1959, URW le reconnaissait pour le concepteur de la nouvelle police. 
Le symbole euro (€) dans la police a un poids différent, est issu d’une famille de polices différente et n’est pas ombré. 

## Microgramma dans la culture populaire
Dès sa création, Microgramma a particulièrement été appréciée pour une utilisation dans les films de science-fiction, évoquant la technologie de pointe et l’exploration de l’espace. 

### FranchiseAlien
Microgramma et ses variantes sont utilisées dans tous les films de la franchise Alien originale, ainsi que dans les incarnations plus récentes. Weyland-Yutani, la mégacorporation au cœur des films Alien, utilise Microgamma et sa police Bold Extended dans son logo, mais pas exclusivement. 

### Star Trek
La police Microgramma Bold Extended a été largement utilisée dans l’univers Star Trek, par exemple dans le Manuel technique The Star Trek Star Fleet de Franz Joseph. La police, dans ses formes originales et dans ses diverses modifications, a été intégrée à de nombreux écrans et à l’extérieur des navires dans six films de Star Trek, ainsi que dans des représentations d’écrans de « technologie primitive », en particulier pour la série Enterprise, au cours des quatre séries télévisées ultérieures.

### Films
- 2001, l’Odyssée de l’espace (1968)
- 2010 : L’Année du premier contact (1984)
- Retour vers le futur 2 (1989) (M. Fusion)
- Le Mystère Andromède (1971)
- The Truman Show
- Les Indestructibles de Disney / Pixar.

### Télévision
- Les séries télévisées de Gerry Anderson Thunderbirds, Captain Scarlet et les Mysterons, Joe 90, Cosmos 1999 et UFO.
- Rede Globo a utilisé la police de caractères dans sa programmation de 1965 à 1976.
- Drake et Josh de Nickelodeon ont également utilisé cette police de caractères.
- Nain rouge
- NBC News a utilisé la police de caractères dans ses graphiques de 1990 à 1992[2].
- Utilisé comme titre du concours Eurovision de la chanson de 1975.
- TF1 a utilisé cette police de caractères dans son habillage d’antenne de 1999 à 2006. La chaîne a aussi utilisé Eurostile pour divers programmes dont les journaux télévisés.

### Autres
- Le clavier du TRS-80 Color Computer.
- Le clavier Commodore VIC-20 (premiers modèles).
- Le logo de Tame Impala.
- Le logo Embraer.
- Les logos des affiliés de MyNetworkTV.
- Le logo Casio.
- Le logo Ampex Corporation.
- Le logo Halliburton.
- Le logo IMAX.
- Le logo Occidental Petroleum (OXY).
- Les logos actuels et précédents de Toshiba utilisent des variantes de Microgramma.
- Microgramma est la police Doom 3 du jeu.
- La plupart des textes d’interface utilisateur dans les jeux vidéo StarCraft et StarCraft II.
- Série de jeux Homeworld.
- Le logo Unicamp.
- Utilisé par The Human League sur toutes les versions antérieures à Dare ("Being Boiled" jusqu'à "Boys And Girls"). Également utilisé sur la couverture de leurs compilations L’heure d’or de l’avenir, The Best Of et Original Remixes &amp; Rarities.
- Utilisé sur l’album Master of Puppets de Metallica.
- Utilisé sur l’album Dig Me Out de Sleater-Kinney.
- Utilisé par Radiohead dans leurs albums The Bends et OK Computer.
- Le logo du groupe de rock américain Hurt.
- Le logotype du groupe Pendulum.
- Utilisé dans les logos des jeux Pokémon HeartGold et SoulSilver.

Dans les années 1980 et 1990, de nombreux constructeurs automobiles, notamment Chrysler, Honda et Nissan, utilisent Microgramma sur les indicateurs intérieurs et les commutateurs de leurs véhicules. Abarth utilise aussi beaucoup la police. 
Microgramma était également le logo utilisé par les ordinateurs Alienware jusqu’en 2016.